# عقوبة الشهوة (لوحة)
عقوبة الشهوة (بالإيطالية: La Punizione della Lussuria)‏ وتسمى أيضا عقوبة البذخ، هي لوحة زيتية تعود لعام 1891 للفنان جيوفاني سيغانتيني.

## خلفية عن الفنان
وُلد جيوفاني سيجانتيني في مقاطعة تيرول في الإمبراطورية النمساوية المجرية، لكن والديه توفيا عندما كان لا يزال صغيراً وذهب للعيش مع أخته غير الشقيقة إيرين في ميلانو. على أمل أن تصبح هي وجيوفاني مواطنين إيطاليين، ألغت إيرين جنسيتهما النمساوية، لكن لسبب ما فشلت في التقدم بطلب للحصول على الجنسية الإيطالية، وبقي الاثنان عديمي الجنسية. سرعان ما هرب جيوفاني، وبعد فترة من العيش في الشوارع جرى إرساله إلى إصلاحية، حيث تم تشجيعه على ممارسة الفن.
في عام 1873، استقبله أخوه غير الشقيق نابليون ووضعه في استوديو التصوير الخاص به. عمل كفنان زخرفي ودرس في
Accademi (di Belle Arti di Brera) في ميلانو وحقق بعض النجاح كونه رسامًا، لكنه سئم في النهاية من قيود الأكاديمية وانتقل مع عائلته إلى (Brianza) في سفوح جبال الألب حيث اعتمد نهجًا أكثر طبيعية، وبدأ بتصوير المناظر الطبيعية والحياة اليومية للعمال.
أثارت زيارة التاجر الفني والناقد فيتوري جروبسي، الذي اكتشف سيجانتيني وروج له، في نهاية عام 1886  أو بداية عام 1887 مع أخبار آخر التطورات في الرسم، اهتمام سيغانتيني بالرمزية والتقسيم؛ منذ تلك اللحظة، بدأ في إنتاج المزيد من الدراسات المجازية، التي غالبًا ما تتجلى في المناظر الطبيعية القاتمة، والثلجية، والمضاءة بوضوح لجبال الألب.

## اللوحة
رسم سيغانتيني لوحته عقوبة الشهوة في عام 1891 حيث كانت نتاجًا مبكرًا لسلسلة موضوعاته حول الأمهات السيئات (cattive madri) الذي أنتجها في الأعوام بين 1891 - 1896 (دورة النيرفانا). أخذ الإلهام من قصيدة نيرفانا التي نشرت في عام 1889 «يفترض أنها ترجمة من القرن الثاني عشر لبانغيافاهلي بالهندية بواسطة الكاتب الموسيقي لويجي إيليكا وقد تكون من كتابته أو ترجمة لعمل آخر»، حيث يعرض نساء يُعاقبن على تفضيلهن حياة الرخاء والترف على حياة الواجب والمسؤولية وذلك بتعليقهن في أرض جرداء في جبال الألب.
ترعرع سيغانتيني في بيئة مسيحية كاثوليكية حيث يؤمن بشدة أن دور المرأة هو أن تكون أم، وتوضح «دورة النيرفانا» طريق النساء اللاتي يفشلن في ذلك الدور المناط بهن ويتباين مع «دورة الملاك» التي ظهرت في نفس الفترة والتي تصور الجزاء الحسن للأم الجيدة. اجتمع حنين سيغانتيني إلى أمه التي ماتت عندما كان طفلًا مع استيائه من فقدانها وقد يكون انعكس في المقاربة ذات التوجه الثنائي لموضوع الأمومة.
يقال إن النساء في «عقوبة الشهوة» قد يكن ممن أجهضن أو فقدن أطفالهن وعلى الرغم من أن هذه كانت خطيئة في نظر سيغانتيني ومعتقداته إلا أنه ظل يعاملهن بعطف وكما فعلت قصيدة نيرفانا فإنه لمح إلى أنهن قد تغفر ذنوبهن، فهن معلقات بحالة تشبه الحلم، أما المنظر العام فهو حاد لكن ليس شنيعاً وغير محبب هذا لأن سيغانتيني اعتبر الجبال موطنه الروحي، وبالنسبة لإدراج الأشجار الذابلة في المشهد فيرمز إلى عودة محتملة إلى الحياة في ربيع جديد.

## التاريخ
اشترى اللوحة معرض الفنون ووكر في ليفربول عام 1893، ولكن قبل عرضها أعيدت تسميتها بعنوان »عقاب الرفاهية« (الفخامة هي ترجمة قديمة للوسوريا الإيطالية) حيث كان يُعتقد أن ذكر «الشهوة» يمثل تحديًا كبيرًا لعامة العصر الفيكتوري.
أطلقت الفرقة البريطانية (Orchestral Maneuvers in the Dark) على ألبومها الثالث عشر عنوان «عقاب الرفاهية» على أنه مسرحية نسبة إلى لوحة سيغانتيني القماشية.